# Wendle Park
Wendle Park är en park i Kanada.   Den ligger i provinsen British Columbia, i den centrala delen av landet, 3 400 km väster om huvudstaden Ottawa. Wendle Park ligger 1 330 meter över havet. Den ligger vid sjöarna  Bonner Lake och Wendle Lake.
Terrängen runt Wendle Park är huvudsakligen kuperad, men åt nordost är den bergig. Trakten runt Wendle Park är nära nog obefolkad, med mindre än två invånare per kvadratkilometer.. Närmaste större samhälle är Wells, 4,9 km väster om Wendle Park. 
I omgivningarna runt Wendle Park växer i huvudsak barrskog.